# Сентиштван
Сентиштван (мађ. Szentistván) је историјски град у северној Мађарској, у жупанији Боршод-Абауј-Земплен (Borsod-Abaúj-Zemplén).

## Име места
Село је добило име по првом мађарском краљу Светом Стефану (Szent István на мађарском).

## Локација
Сентиштван се налази у северном делу Велике мађарске низије, јужно од аутопута М3. То је рурално подручје са мало индустрије у селу. Већина његових становника ради у најближем граду, Мезекевешду.

## Историја
Људско присуство у овој области може се датирати у периоду од 3 до 4000 година пре нове ере. Први писани запис о селу је из 1315. године, када је ту подигнута црква која носи име краља Стефана I. Само село се први пут под овим именом помиње 1396. године. За време Отоманске окупације Угарске село је више пута уништавано, 1641. се помиње као пусто место. Тек након револуције коју је предводио Ференц II Ракоци (почетак 18. века) село је почело да напредује. До 1945. године био је црквено власништво, припадало егерској надбискупији.

## Култура
Сентиштван је једно од три насеља „Матјо“ (Мезекевешд, Сентиштван, Тард). Матјо вез је један од најлепших примера мађарске народне уметности, уписан је на Репрезентативну листу нематеријалног културног наслеђа човечанства Унеска 2012. године.
Центар Матјо културе је Мезекевешд. Матјо су добили име по краљу Матији Корвину, мађарском краљу у 15. веку, који је дао одређена права граду Мезековешд. Народ Матјо је познат по традиционалном, веома живописном везу који је развио локални цртач Бори Кишјанко.
Сентиштван је познат по својој народној уметности јер су његови становници одржавали традицију. Старије жене у селу и даље редовно праве традиционалне везове.
Још један обичај је прављење огромних колача и торти од шећера. Ове торте продају становницима суседних градова и села, а младенци их служе на свадбеним забавама након што их малим чекићем разбију на комаде. Занимљива навика већине старијих мештана је да иако имају релативно велике куће, живе у мањем стану, обично само у кухињи са 2 лежаја, која је одвојена од „велике куће” и налази се на супротној ивици од њихов врт.
Број становника Сентиштвана, нажалост, опада, јер се неки од његових младих становника селе у веће градове.

## Популација
Године 2001. 98% становништва насеља се изјаснило као Мађари, 2% Роми.
Током пописа из 2011. године, 82,2% становника се изјаснило као Мађари, 4% као Роми, 0,3% као Немци и 0,3% као Украјинци (17,4% се није изјаснило, због двојног држављанства, укупан број може бити већи од 100%). 
Верска дистрибуција је била следећа: римокатолици 55,4%, реформисани 5%, гркокатолици 0,4%, лутерани 0,2%, неденоминациони 9,5% (28,5% није одговорило).